# International Cup 2022
International Cup 2022 byl přípravný turnaj v malém fotbale, který se konal v Česku ve městě Český Dub v období od 9. do 10. prosince 2022. Účastnily se ho 4 týmy, které hráli v jedné skupině po 4 týmech. Ze skupiny postoupily do boje o zlato první a druhý celek. Celky na třetím a čtvrtém místě hráli zápas o bronz. Do finále se postoupil Český A-tým, který porazil Česko B 5:3 a tento přípravný turnaj vyhrál.

## Stadion
Turnaj se odehrál na jednom stadionu v jednom hostitelském městě: Podještědský sportovní areál Český Dub (Český Dub).

## Zápasy
Čas každého zápasu je uveden v lokálním čase.

### Skupinová fáze
| Vysvětlivky                                              |
| -------------------------------------------------------- |
| Týmy na prvních dvou místech postupují do finále         |
| Týmy na třetím a čtvrtém místě postupují do boje o bronz |
| Vítěz zápasu je tučně zvýrazněn                          |

#### Skupina
| Tým      | Z | V | R | P | VG | IG | +/− | B |
| -------- | - | - | - | - | -- | -- | --- | - |
| Česko A  | 3 | 2 | 1 | 0 | 10 | 8  | +2  | 7 |
| Česko B  | 3 | 2 | 0 | 1 | 22 | 6  | +16 | 6 |
| Ukrajina | 3 | 1 | 0 | 2 | 6  | 16 | −10 | 3 |
| Anglie   | 3 | 0 | 1 | 2 | 3  | 13 | −10 | 1 |

| 9. prosince 2022 14:00                               |       |                                               |                                         |
| Česko A                                              | 3 : 3 | Anglie                                        | Podještědský sportovní areál, Český Dub |
| Michal Vávra 27' Vojtěch Pazdera 32' Milan Šídlo 49' |       | Nick Wybrow 5' Ben Long 45' Chaka Barnett 55' | Podještědský sportovní areál, Český Dub |

| 9. prosince 2022 15:30 |        | |                                         |
| Ukrajina               | 1 : 14 | Česko B | Podještědský sportovní areál, Český Dub |
| Petro Bodnaruk 47'     |        | Stanislav Mařík 8', 34', 36', 54' Miroslav Verner 22' Jan Koudelka 24' Jaroslav Frébort 27' Jiří Míča 27', 33', 40', 44' Jiří Sodoma 30', 41', 55' | Podještědský sportovní areál, Český Dub |

| 9. prosince 2022 18:30 |       |                               |                                         |
| Anglie                 | 0 : 4 | Ukrajina                      | Podještědský sportovní areál, Český Dub |
|                        |       | Vadym Zhuk 4', 21', 23' ? 36' | Podještědský sportovní areál, Český Dub |

| 9. prosince 2022 20:00                                          |       |                                                        |                                         |
| Česko A                                                         | 5 : 4 | Česko B                                                | Podještědský sportovní areál, Český Dub |
| Jakub Polák 4' (vl.) Jan Šuba 16', 29' František Belej 19', 35' |       | Jiří Míča 4' Jiří Sodoma 35', 39', 54' David Presl 38' | Podještědský sportovní areál, Český Dub |

| 10. prosince 2022 9:30                                                                         |       |        |                                         |
| Česko B                                                                                        | 5 : 0 | Anglie | Podještědský sportovní areál, Český Dub |
| Stanislav Mařík 8' Ben Long 24' (vl.) František Hakl 46' Ondřej Moučka 52' Miroslav Verner 54' |       |        | Podještědský sportovní areál, Český Dub |

| 10. prosince 2022 11:00 |       |                             |                                         |
| Ukrajina                | 1 : 2 | Česko A                     | Podještědský sportovní areál, Český Dub |
| Vadym Zhuk 47'          |       | Jan Šuba 37' Jiří Junek 60' | Podještědský sportovní areál, Český Dub |

#### O 3. místo
| 10. prosince 2022 14:00                          |       |                     |                                         |
| Anglie                                           | 5 : 2 | Ukrajina            | Podještědský sportovní areál, Český Dub |
| Kiye Martin 14', 21', 47' Chaka Barnett 23', 52' |       | ? 9' Vadym Zhuk 50' | Podještědský sportovní areál, Český Dub |

#### Finále
| 10. prosince 2022 15:30                                                              |       |                                                |                                         |
| Česko A                                                                              | 5 : 3 | Česko B                                        | Podještědský sportovní areál, Český Dub |
| Jan Šuba 6' Vojtěch Pazdera 13' Milan Šídlo 23' František Belej 38' Michal Galus 51' |       | Jiří Sodoma 32' Jiří Míča 37' Jan Koudelka 48' | Podještědský sportovní areál, Český Dub |